# Neeme Väli

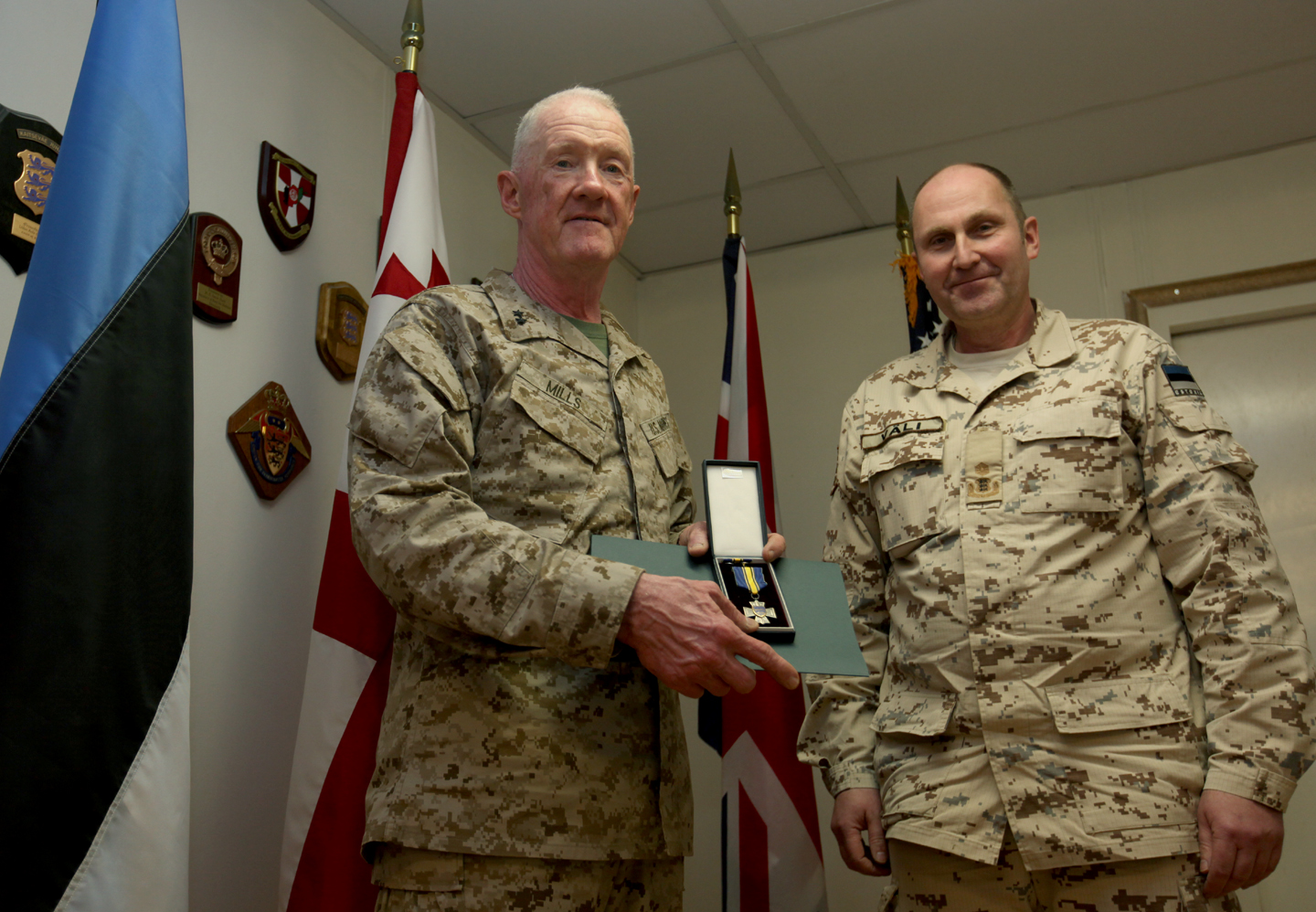
Neeme Väli (rechts) mit Richard Mills

Neeme Väli (* 1. Juni 1965 in Paide) ist ein ehemaliger estnischer Generalmajor. Zuletzt war er stellvertretender Generaldirektor des Internationalen Militärstabs der NATO.

## Leben

### Militärische Laufbahn
Wie viele seiner Landsleute absolvierte Neeme Väli 1990 die militärische Grundausbildung bei der Roten Armee. Während der Wiederherstellung der staatlichen Unabhängigkeit seines Heimatlandes, trat er 1991 dem im Neuaufbau befindlichen Verteidigungsbund (estnisch: Kaitseliit) bei. Als die Republik Estland 1992 begann, wieder reguläre Streitkräfte aufzustellen, schloss er sich diesen an und ließ sich zum Berufsoffizier ausbilden. Er blieb allerdings weiterhin dem Kaitseliit verbunden und übernahm dort bis 1997 verschiedene Führungsaufgaben (zuletzt als Stabschef). In den folgenden Jahren wurde er mit unterschiedlichen Tätigkeiten im Hauptquartier der estnischen Streitkräfte betraut.
Im Juni 2009 wurde er, seit 2007 Stabschef im Streitkräftehauptquartier, zum Brigadegeneral befördert. Etwa zwei Jahre später wechselte er nach Brüssel und übernahm von Vello Loemaa das Amt des Vertreters der estnischen Streitkräfte bei der NATO und EU. Im März 2012 wurde er zum Generalmajor befördert und wenige Tage später zum stellvertretenden Direktor des internationalen NATO-Militärstabes (IMS) ernannt. Sein Nachfolger als militärischer Vertreter bei der NATO und EU wurde Valeri Saar. Ende 2016 wurde Väli in die Reserve versetzt und schied nach mehr als 20 Dienstjahren aus dem aktiven Militärdienst aus.

### Tätigkeit in der Politik
Nach der Versetzung in die Reserve begann sich Neeme Väli in der Politik zu engagieren und wurde Mitglied der Zentrumspartei. Im Rahmen der Parlamentswahl 2023 trat er als Kandidat für diese im Wahlkreis 5 (Hiiu-, Lääne- und Saaremaa) an.

### Privates
Neeme Väli ist verheiratet und Vater eines Sohnes und einer Tochter. Zu seinen Hobbys zählt Jagen.